# ماكسيم موسى أليكساندر
ماكسيم موسى أليكساندر (بالفرنسية: Maxime Alexandre)‏ هو كاتب وشاعر فرنسي، ولد في 24 يناير 1899 في ولفيشيم في فرنسا، وتوفي في 12 سبتمبر 1976 في ستراسبورغ في فرنسا.